# 真智王
真智王（しんちおう、生年不詳 - 579年8月24日（旧暦7月17日））は、新羅の第25代の王（在位:576年 - 579年）であり、姓は金、諱は舎輪または金輪。『三国遺事』紀異・桃花女鼻荊郎条には舎輪王とも記される。先代の真興王の次男であり、母は朴英失の娘の思道夫人、王妃は朴氏の知道夫人。真興王の太子の銅輪が早く亡くなっており、真興王が576年8月に死去したときに、舎輪が王位を継いだ。
即位後直ちに伊飡（2等官）の居柒夫を上大等に任命して、国政を委ねた。577年10月に百済の侵攻を受け、一善郡の付近で撃破して3700人を捕らえたり首級を挙げたりした。しかし578年7月には、百済に対して閼也山城（全羅北道益山市）を割譲した。同月、陳に対して朝貢を行った。
『三国史記』新羅本紀・真智王紀には、在位4年目の579年7月17日に死去し、永敬寺に埋葬されて真智王と諡されたとある。しかし、『三国遺事』紀異・桃花女鼻荊郎条では、在位4年にして国人に廃されたと伝えられる。新羅本紀・真平王紀には次代の真平王の即位の事情は記されておらず、真智王の晩年については詳しいことはわからないままとなっている。